# Вахтанг Чучунашвили
Вахтанг Чучунашвили (груз. ვახტანგ ჭუჭუნაშვილი; ум. 1668, Кутаиси, Имеретинское царство) — грузинский политический деятель XVII века, правивший Имеретинским царством в 1660—1661 и 1668 годах.

## Биография
В 1660 году царица Дареджан, вдова имеретинского царя, Александра III, свергла и ослепила своего пасынка, законного царя Баграта V по ложному доносу.
Затем Дареджан вышла замуж за Чучунашвили, мелкого дворянина, которого она назначила царём Имеретии. Сам Вахтанг заявлял о том, что он был потомком династии Багратионов, однако реальная степень родства Вахтанга с Багратидами неизвестна.
Свергнутые князем Мегрелии, Вамехом III Дадиани, Вахтанг Чучунашвили был ослеплен им в темнице, после чего вместе с другими дворянами имеретинского царства, при поддержке Османской империи, Дареджан и Вахтанг бежали в Ахалцихе, в контролируемую Османской империей грузинскую провинцию, где стали заложниками османского султана в темнице Олтиси.
Осенью 1668 года ахалцихский паша Аслан-паша, взяв с собой царицу Дареджан и её мужа Вахтанга, с турецким войском вторгся в Имеретию. К нему присоединились со своими отрядами Дадиани, Гуриели и Чхеидзе. Имеретинский царь Баграт V не смог сопротивляться и бежал в Картли. Турецкие захватчики разорили и опустошили Имеретию. Аслан-паша занял Кутаиси, где посадил на царство Дареджан и Вахтанга, и с богатой добычей вернулся в Ахалцихе. Дареджан и Вахтанг своим доверенным лицом сделали Хосию Лашхишвили, главу Лечхуми, и управляли Имеретией.
По разным данным, он был убит вместе со своей женой Дареджан в царском дворце, в городе Кутаиси.

### Версии гибели
Существует несколько версий о гибели царя.
1. По словам грузинского историка XVIII-го века князя Вахушти Багратиони, заговорщики убили мужа царицы на площади перед крепостью, а её саму визирь заколол копьём, когда она делала причёску.
2. По другой версии, которая была представлена французским путешественником Жаном Шарденом, визирь заманил Дареджан в свои покои, где она была зарезана. А Вахтанга держали до прибытия слепого Баграта, законного монарха, который собственной рукой, неоднократно наносил удары узурпатору, восклицая: «Предатель, ты погасил мои глаза, я вырву твоё сердце!».
3. Ещё один грузинский источник XVIII-го века — «Парижская хроника», написанная анонимом, сообщает, что Хосия Ахвледиани, в сговоре с князем Сехнией Чхеидзе, напал на Дареджан, когда они обсуждали государственные дела в присутствии Софрона, епископа Гелатского. Хосия ранил царицу в грудь выстрелом из мушкета, затем связал её и заплатил солдатам турецкого гарнизона, чтобы те закололи Дареджан до смерти в воротах крепости. А Вахтанг в это время был обезглавлен.

Их тела похоронили в церкви Всех Святых в Кутаиси, но через год Дареджан перезахоронили в царственной усыпальнице в Гелатском монастыре.
После загадочной гибели царской четы, имеретинские вельможи посадили на царский престол гурийского князя Деметре Гуриели.